# Océanisation
Ne doit pas être confondu avec Rifting.

Schéma simplifié représentant le processus d'océanisation.

L’océanisation désigne le processus de formation d'un océan.

## Stades
Les géologues distinguent trois stades majeurs : 
- Stade rifting intracontinental
- Stade jeune océan
- Stade océan mature

## Rifting continental

Une carte de l'Afrique de l'Est montre plusieurs stades de la formation d'un océan au niveau de la jonction triple de l'Afar : fracturation (rift est-africain), amincissement et étirement crustal (mer Rouge dont la partie méridionale illustre le stade jeune océan qui commencé à se former il y a 5 Ma), mise en place de la dorsale (golfe d'Aden représentant un stade jeune océan mais un peu plus mature que celui de la mer Rouge, né il y a 12 Ma).

### Processus
L'océanisation est précédée du stade rifting continental (fracturation puis amincissement et étirement crustal), appelé aussi stade fossé d'effondrement. Si le processus distensif dépasse ce stade du rifting, débute l'océanisation proprement dite qui conduit à la mise en place d'une lithosphère océanique entre deux bordures ou marges continentales par accrétion océanique grâce à la formation d'une dorsale. Si l'extension cesse, les géologues parlent de rift ou d'océan avorté (par exemple le rift ouest-européen ou les bassins sédimentaires qui s'installent sur ce type de rift). La lithosphère se rééquilibre alors en quelques millions d'années. Elle se refroidit et le manteau lithosphérique s'épaissit au détriment du manteau asthénosphérique. Ce rift "avorté" n'ayant pas abouti est parfois un aulacogène.
Les épisodes de rifting magmatique, qui sont liés à des crises sismo-volcaniques, avec notamment la formation d'une nouvelle croûte océanique par intrusion de dykes (filons verticaux le long d'un segment du rift) à partir de réservoirs magmatiques, sont très étudiés (études sur le terrain, imagerie géophysique, pétrologie et géochimie du volcanisme, modélisation numérique) car ce rifting est le principal acteur de l'ouverture océanique,,.
Le passage du stade continent initial au stade océan peut être décomposé en trois étapes majeures relatives au rifting, chacune caractérisée par des évolutions tectoniques et par le dépôt de corps sédimentaires spécifiques : 
- Période anté-rift (pas trace de rift continental)
- Période syn-rift ou de rifting (trace de rift intra-continental qui peut on non être submergé par les eaux marines)
- Période post-rift ou d'expansion des fonds océaniques (genèse de la croûte océanique).

### Deux modèles de mécanisme de rifting
Deux modèles de mécanisme de rifting s’opposent. Dans le modèle du rifting actif, la déchirure continentale résulte de la remontée et de l'impact d'un panache mantellique sur la lithosphère. Dans le modèle du rifting passif, les forces qui provoquent la remontée de l'asthénosphère sont une conséquence indirecte de l'étirement de la lithosphère liée aux mouvements horizontaux des plaques lithosphériques.
Ce second modèle repose sur deux phases successives : subsidence initiale (ou tectonique) liée à un amincissement instantané de la lithosphère induisant ; subsidence thermique liée au refroidissement et à l'épaississement de la lithosphère après l'extension.

## Observation et études

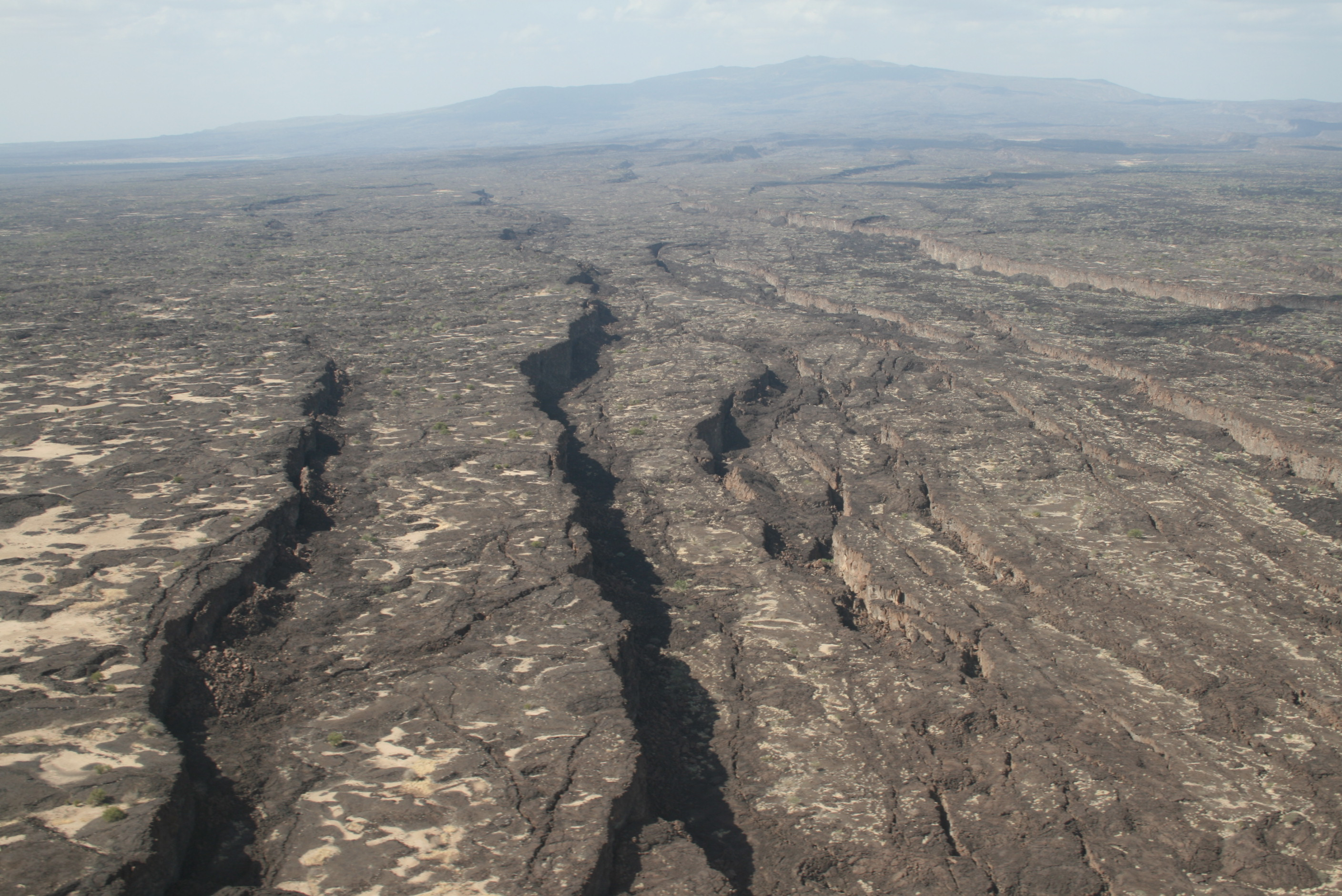
Volcan Dabbahu (en arrière-plan) et rift de Manda Hararo (au premier plan). On peut observer directement, à pied sec, un stade initial de l'ouverture d'un océan.

Les rifts continentaux semblent se propager par bond. La propagation de la rupture de la lithosphère force des « verrous » qui séparent des segments de rift où les âges du début et de la fin du rifting sont partout les mêmes, mais différents de ceux des segments adjacents. Cette segmentation se caractérise par une alternance de segments magmatiques (où des injections de magma facilitent la rupture) et amagmatiques.
« L'observation en direct de ces injections reste rare, la majorité d'entre elles se produisant au niveau des dorsales océaniques sous plusieurs centaines de mètres d'eau. Le seul exemple d'observation de la mise en place d'un dike au niveau d'une ride océanique a été faite au niveau de la ride Juan de Fuca en juin 1993 (Dziak et al. 1995 ; Fox et al. 1995). De plus, plusieurs évènements de ce type ont pu être observés en surface. Les 3 crises de rifting les plus étudiées sont celles du Krafla en Islande (1975-1984), de l'Ardoukôba à Djibouti (1978) et du Dabbahu-Manda Hararo en Ethiopie (2005-2010) ».